# ریکسون گریسی
ریکسون گریسی (انگلیسی: Rickson Gracie؛ زادهٔ ۲۱ نوامبر ۱۹۵۸) ورزشکار هنرهای رزمی ترکیبی، طراح رقص، جودوکار و بازیگر اهل برزیل است.